# تحفة سيدي بوسحاقي
تحفة سيدي بوسحاقي المشهور بـ تحفة المشتاق في شرح مختصر خليل، للإمام إبراهيم بن فايد الزواوي المعروف بسيدي بوسحاقي (المتوفى 857 هـ).

## نبذة عن سيدي بوسحاقي
هو أبو إسحاق إبراهيم بن فايد الزواوي، ثم القسنطيني، المكنى زيان الزواوي أو أبو إسحاق الزواوي أو أبو جميل الزواوي أو أبو الفداء الزواوي، مفسر وفقيه ولغوي، ولد بالثنية من أعمال جرجرة سنة 796 هـ. توفي في سنة 857 هـ، ودفن بجوار وادي يسر في مقبرة العائلة في جبال الثنية.
له عدة تصنيفات أشهرها: تفسير الزواوي، ومختصر الشيخ خليل في ثمان مجلدات سماه تسهيل السبيل لمقتطف أزهار روض خليل، وشرح ألفية ابن مالك في مجلد، وتلخيص مفتاح الفلاح ومصباح الأرواح في مجلد أيضا سماه تلخيص التلخيص، ومختصر الشيخ خليل في مجلد ضخم سماه تحفة المشتاق في شرح مختصر خليل، وكذلك مختصر الشيخ خليل آخر في مجلدين سماه فيض النيل.
كما شرح خلاصة الأحكام من مهمات السنن وقواعد الإسلام في كتاب سماه شرح الخلاصة.

## وصف

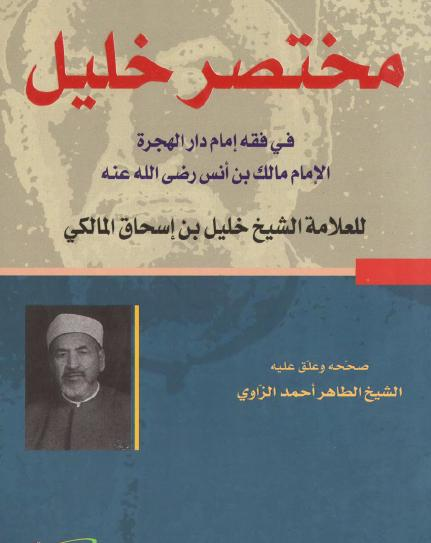
مختصر خليل

تُعْتَبَرُ تحفة سيدي بوسحاقي، في مجلد واحد، من أشهر الكتب الإسلامية في شمال أفريقيا التي تناولت الفقه المالكي من خلال شرح مختصر خليل في منطقة زواوة حول جرجرة.
وتُعدُّ مع تسهيل سيدي بوسحاقي، بالإضافة إلى فيض سيدي بوسحاقي، من أشهر ما دُوِّن في موضوع الفقه الإسلامي عند أهل السنة والجماعة وفق مدرسة الأشاعرة، فيعتمد على تفسير القرآن بالقرآن الكريم، والسنة النبوية، وكذلك يذكر الأحاديث والآثار المسندة إلى أصحابها، وأقوال الصحابة والتابعين.

## أساتذته في الفقه
تم تدوين هذا الشرح لمختصر خليل من طرف الإمام إبراهيم بن فايد بعد رحلة علمية طويلة، في شمال أفريقيا، والحجاز، ثم الشام.
وقد تأثر متن هذا الشرح بدروس الفقه المالكي التي تلقاها سيدي بوسحاقي في بجاية داخل مسجد عين البربر على يد الإمام أبي الحسن علي بن عثمان المنجلاتي.
وبعد انتقاله إلى تونس للاستزادة من الفقه المالكي، تلقى سيدي بوسحاقي دروسا فقهية عميقة على يد العالم أبي عبد الله الأبي، ثم لدى القاضي أبي عبد الله القلشاني.
وتكللت دراسة الإمام الزواوي في تونس من خلال حضور مجلس الفقه المالكي الذي كان يعقده العالم الفقيه يعقوب الزعبي.
كما استلهم أبو إسحاق الزواوي في الفقه الإسلامي من عالم تلمسان المدعو ابن مرزوق الحفيد الذي أخذ عنه في قسنطينة مع علماء آخرين.

## ذكر تحفة المشتاق في التراث الإسلامي
- قال أحمد بابا التمبكتي في كتابه نيل الابتهاج بتطريز الديباج حول كتاب تحفة المشتاق:[18]

- قال «محمد النابغة بن عمر الغلاوي» في البيت الشعري 64 من كتابه «نظم بوطليحية» حول كتاب تحفة المشتاق والكتب الأخرى للإمام إبراهيم الزواوي[21]، وكذا الإمامين «أبو الحسن علي بن عبد الله الأنصاري المتيطي» و«أبو الأصبغ عيسى بن سهل بن عبد الله الأسدي الجياني»:[22]

- قال أبو القاسم الحفناوي في كتابه «تعريف الخلف برجال السلف» حول كتاب تحفة المشتاق:[25]

- قال رابح خدوسي في الجزء الثاني من كتابه «موسوعة العلماء والأدباء الجزائريين»:[15]